# Dysdera levipes
Dysdera levipes är en spindelart som beskrevs av Jörg Wunderlich 1987. Dysdera levipes ingår i släktet Dysdera och familjen ringögonspindlar.
Artens utbredningsområde är Kanarieöarna. Inga underarter finns listade i Catalogue of Life.